# Julius Korir
Julius Korir (* 21. dubna 1960) je bývalý keňský atlet, olympijský vítěz na trati 3000 metrů překážek.
Při startu na prvním mistrovství světa v atletice v Helsinkách v roce 1983 doběhl ve finále běhu na 3000 metrů překážek na sedmém místě. O rok později na olympiádě v Los Angeles v této disciplíně zvítězil v rozběhu, meziběhu i finále. Jeho pozdější kariéru provázela zranění. Posledním mezinárodním úspěchem pro něj byla bronzová medaile na mistrovství světa v přespolním běhu v soutěži jednotlivců i družstev v roce 1990.
Jeho osobní rekord na 3000 metrů překážek byl 8:11,80 z roku 1984.